# William Hay (18e comte d'Erroll)
Pour les articles homonymes, voir Hay et William Hay.
William George Hay, 18e comte d'Erroll (21 février 1801 – 19 avril 1846) est un homme politique et un pair écossais.

## Famille et Éducation
Il est le fils de William Hay (17e comte d'Erroll), et sa femme Alice Eliot. Son grand-père paternel est James Hay (15e comte d'Erroll), fils de William Boyd (4e comte de Kilmarnock). Il devient l'héritier présomptif du comté, en 1815, à la mort de son frère aîné. Il fait ses études au Collège d'Eton.

## Carrière politique
Il succède à son père comme comte en 1819, à l'âge de 18 ans. En 1823, il est élu représentant des pairs écossais et prend son siège à la Chambre des lords. Il est écuyer de la reine Adélaïde de 1830 à 1834. En 1831, il est admis au Conseil Privé et créé baron de Kilmarnock, de Kilmarnock dans le Comté d'Ayr, dans la Pairie du Royaume-Uni, une recréation du titre détenu par son grand-père. Lorsque les Whigs arrivent au pouvoir, avec Lord Melbourne en 1835, Erroll est nommé Maître des Buckhounds. En 1839, il est promu Lord-intendant à la mort du duc d'Argyll, un poste qu'il occupe jusqu'à la chute du gouvernement en 1841.
En dehors de sa carrière politique Lord Erroll est également Chevalier de la Marischal de l’Écosse, de 1832 à 1846, Lord Lieutenant de l'Aberdeenshire de 1836 à 1846.

## Mariage et descendance
Il épouse Elizabeth FitzClarence, la fille illégitime de Guillaume IV et Dorothea Jordan, le 4 décembre 1820. Ils ont quatre enfants:
- Ida Harriet Augusta Hay (18 octobre 1821 – 22 octobre 1867), demoiselle d'honneur de la reine. Elle épouse Charles Noel (2e comte de Gainsborough) et a cinq enfants. Ses descendants sont les comtes de Gainsborough, les marquis de Bute et les baronnets de Bellingham.
- William Hay, 19e comte d'Erroll (3 mai 1823 – 3 décembre 1891), marié à Eliza Amelia Gore, le 20 septembre 1848.
- Agnes Hay (en) (12 mai 1829 – 18 décembre 1869), mariée à James Duff (5e comte Fife), le 16 mars 1846. Son fils, Alexander Duff, est marié à la princesse Louise, fille d'Édouard VII[5].
- Alice Mary Emily Hay (7 juillet 1835 – 7 juin 1881), épouse de Charles Edward Louis Casimir Stuart (1824-1882; également connu populairement comme le comte d'Albany) neveu de Jean Sobieski Stuart.

Il est mort à Londres en avril 1846, âgé de 45 ans, et est remplacé par son fils aîné, William. La comtesse d'Erroll, est décédée en janvier 1856, âgée de 54 ans.